# 滋賀県立琵琶湖文化館
滋賀県立琵琶湖文化館（しがけんりつ びわこぶんかかん）は、滋賀県大津市にある博物館。現在休館中。

## 概要
1948年に開館した滋賀県立産業文化館を前身として、博物館、近代美術館、展望閣、淡水魚水族館などを有する滋賀県初の総合博物館として1961年に開館した。
その後、近現代の日本画・洋画のコレクションは滋賀県立近代美術館に、考古資料は滋賀県立安土城考古博物館に、淡水水族館は滋賀県立琵琶湖博物館に移され、「近江の歴史と文化」にテーマを絞って郷土の文化を紹介する施設となった。
その核となっていたのは常設の企画展示室で、滋賀県内の寺院から寄託された国宝・重要文化財を含む質の高い仏教美術作品を展示していた。
建物の老朽化、入場者の減少等を理由に、2008年3月限りで休館することが、2007年12月の滋賀県議会における県教育長の答弁により表明された。2008年3月31日（同日が休館日の月曜に当たるため、実質的には3月30日）をもって休館しており、現在部外者が館内に立ち入ることはできない。なお、館外での展示会、講座、館蔵品の貸し出し等の業務は継続して行われている。
2013年には、滋賀県によって『新生美術館基本計画』が策定され、同館の収蔵品と博物館機能を新たな美術館に移転、継承させるとしている。
2021年には「新・琵琶湖文化館基本計画」により、大津港湾岸業務用地（浜大津）に新たな建設、2027年度の開館を目指す。
大津市出身の画家杉本哲郎（1899年 - 1985年）が描いた巨大壁画「舎利供養」の扱いが決まっておらず、40年間県民に公開されていない。哲朗の孫が修復や後継施設への移設を訴えた。

## 施設
- 1階 - ギャラリー
- 2階 - 企画展示室、仏教美術の展示

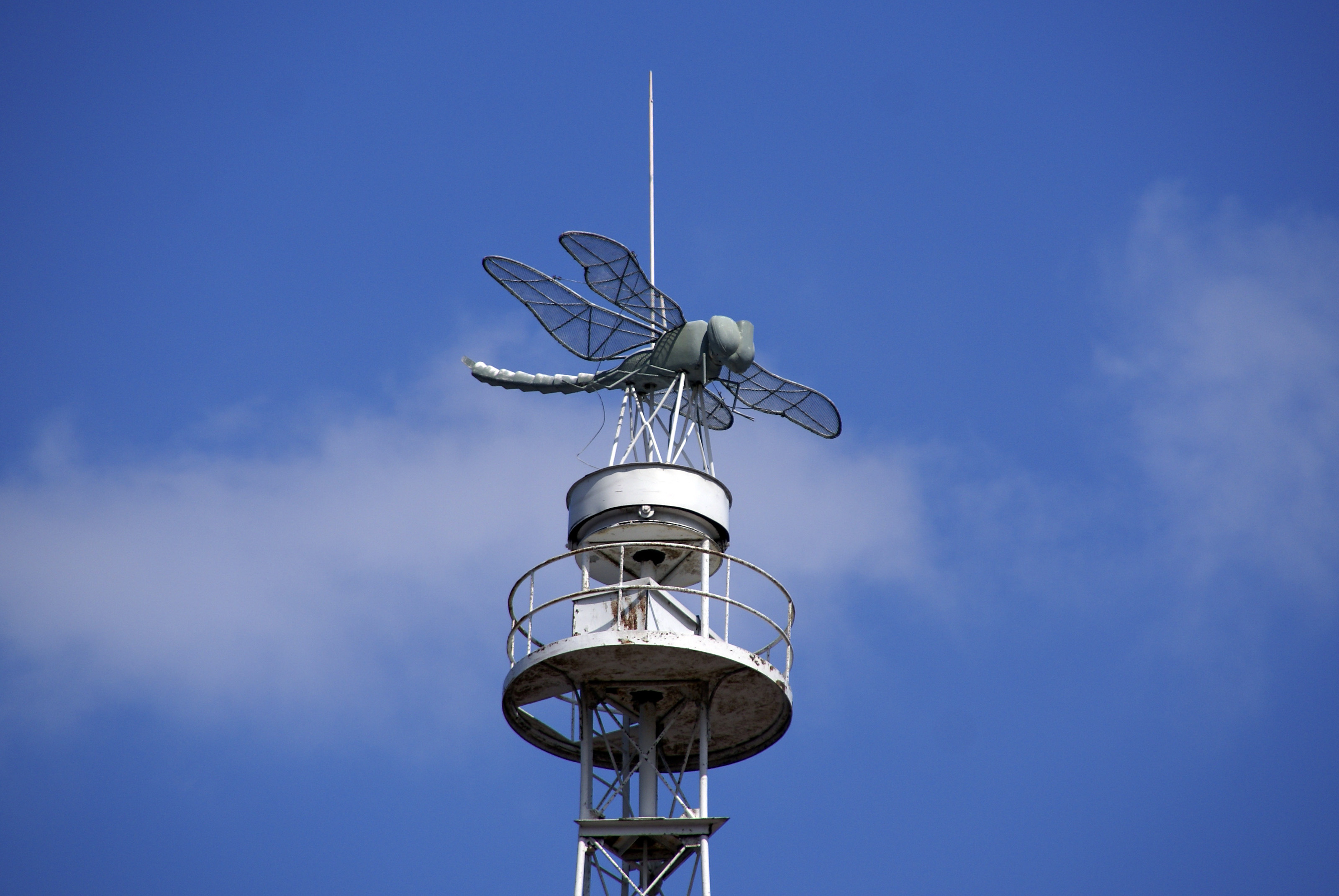
最高部に飾られた蜻蛉のオブジェ

- 3階 - テーマ展示室、近世、近代絵画の展示
- 4階 - パネル展示室、「びわ湖と近江の文化」をテーマとする展示
- 5階 - 展望閣、眼前に琵琶湖が広がる

開館時間は9:00〜17:00（入館は16:30まで）、休館日は月曜日（祝日の場合は翌日）であった。

## 建築概要
- 竣工 - 1961年3月
- 構造 - 地上5階（外観は3層）、地下1階建
- 所在地 - 〒520-0806 滋賀県大津市打出浜地先

## 交通アクセス
- 京阪電鉄石山坂本線 島ノ関駅 徒歩約5分
- JR琵琶湖線 大津駅 徒歩約15分

## 周辺
- びわ湖ホール
- 大津港
- 浜大津アーカス
- 大津中央郵便局
- 大津市勤労福祉会館